# Denderleeuw
Denderleeuw är en kommun i Belgien.   Den ligger i provinsen Östflandern och regionen Flandern, i den centrala delen av landet, 21 km väster om huvudstaden Bryssel. Antalet invånare är 18 727.
Omgivningarna runt Denderleeuw är en mosaik av jordbruksmark och naturlig växtlighet. Runt Denderleeuw är det tätbefolkat, med 511 invånare per kvadratkilometer.